# اکین (ایلینوی)
اکین، ایلینواز (به انگلیسی: Akin, Illinois) یک منطقهٔ مسکونی در ایالات متحده آمریکا است که در ایلی‌نوی واقع شده‌است.

## خصوصیات
اکین ۱۴۳٫۸۷ متر بالاتر از سطح دریا واقع شده‌است.